# Havukoski

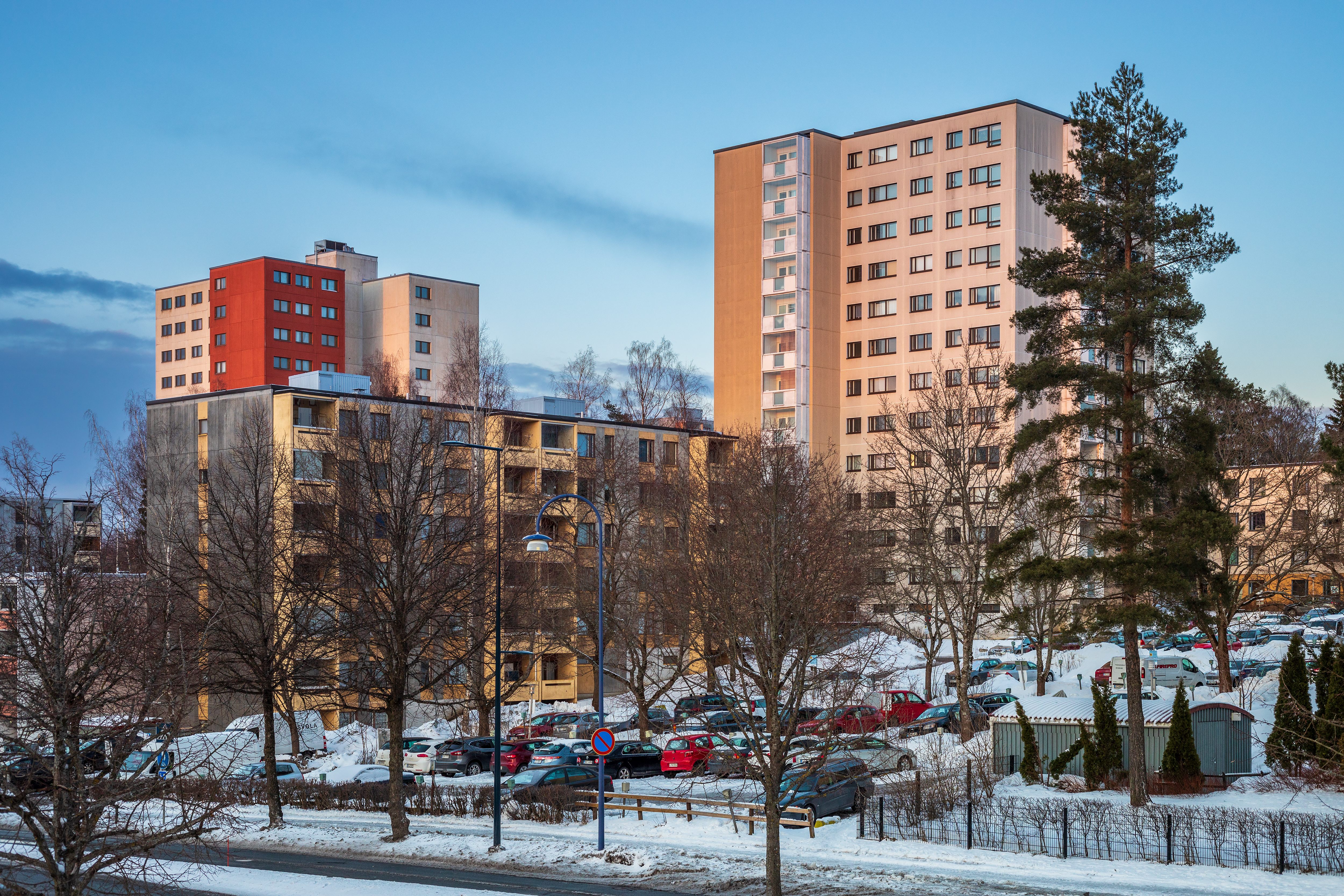
Havukoski

Havukoski är en stadsdel i Vanda stad i landskapet Nyland. 
Havukoski ligger i östra Vanda cirka 4 kilometer norr om Dickursby och 5 kilometer söder om Korso. Stadsdelen gränsar till Stambanan i väster, Räckhals i norr, Kervo å i öster och i söder gränsar Havukoski till stora odlade områden. 
Havukoski höghusförort byggdes på 1970- och 1980-talen i ett i praktiken obebott område. Stadsdelen hör till de största enhetliga höghusförorterna i huvudstadsregionen och domineras av åtta 12 våningar höga tornhus. Tidigare betraktades Havukoski som en problemförort, men läget har lugnat sig då befölkningstrukturen blivit äldre. 
Havukoski brukar ofta kallas för Björkby i dagligt tal, eftersom järnvägsstationen Björkby delvis ligger i Havukoski. Officiellt omfattar stadsdelen Björkby endast området väster om järnvägen, medan Havukoski ligger på den östra sidan. Bland sevärdheterna i Havukoski kan nämnas Hanaböle fors, med en rastaurerad kvarnruin. Bymiljön i Hanaböle [hạna-] (finska Hanala) har kvarstått i traditionell tappning, trots närheten till höghusen. Byn och de omgivande åkrarna räknas som ett av de viktigaste kulturlandskapen i Vanda. 
Servicen i Havukoski är god. Kring stationen, både på Havukoskisidan och Björkbysidan, har den mesta kommersen koncentrerats. I Björkby köpcentrum finns, förutom kommersiella tjänster, också ett bibliotek och ungdomsutrymmen. Det kommersiella utbudet i köpcentret domineras av ölbarer. 